# 齐扎拉
齐扎拉（藏語：ཆེ་དགྲ་ལྷ，威利转写：che dgra lha，藏语拼音：Qê Zhalha，1958年8月—），云南省中甸县（今香格里拉市）人。男，藏族。1979年12月参加工作，1982年5月加入中国共产党。中共中央党校政法专业函授本科毕业，云南民族学院经济管理系民族文化与民族经济专业在职研究生学历。第十九届中共中央委员。曾任中国共产党西藏自治区委员会副书记、西藏自治区人民政府主席。

## 簡歷
历任中共云南省迪庆州中甸县委副书记、书记，迪庆州委常委、副书记、副州长、代州长、州长、州委书记等职。2010年5月，任中共云南省委常委。
2010年9月，任中共西藏自治区党委常委、统战部部长。2011年1月，当选自治区政协党组副书记、副主席。2011年11月，任中共西藏自治区党委常委、拉萨市委书记。2012年1月，不再担任西藏政协副主席。2016年11月，任中共西藏自治区党委副书记、拉萨市委书记。2017年1月15日，任西藏自治区人民政府主席，是1998年以来西藏自治区首位外省籍自治区政府主席（1990年当选的自治区政府主席江村罗布为四川籍，1998年后当选的历任四位自治区政府主席均为西藏本地籍）。2018年2月24日，当选为第十三届全国人大代表。
2021年10月，63岁的他卸任西藏自治区政府主席。2021年10月23日，任全国人民代表大会民族委员会副主任委员。2023年3月，当选第十四届全国政协常委、农业和农村委员会副主任。
2025年1月，涉嫌严重违纪违法，接受中央纪委国家监委纪律审查和监察调查，成为中共十八大后藏族首虎。同年3月，政协第十四届全国委员会常务委员会第十次会议3月2日决定免去其第十四届全国政协常委、农业和农村委员会副主任职务，撤销其委员资格。7月22日，被开除党籍与公职，涉嫌犯罪问题移送检察机关依法审查起诉。